# Avenida Alvear
La avenida Alvear es una arteria vial de la ciudad de Buenos Aires, Argentina. Se localiza en los barrios porteños de Recoleta y Retiro.
La Legislatura porteña aprobó el proyecto para declararla Área de Protección Histórica. Un estudio de la cadena estadounidense de televisión NBC la ubicaba entre las cinco principales del mundo por la relación calidad, glamour y precio en sus negocios.

## Historia
Originalmente, el camino que circulaba por allí era llamado Bella Vista, sin embargo, cuando en 1885 fue trazada la avenida en sí, por el entonces primer Intendente Don Torcuato María de Alvear, cambió su nombre al de su padre: Carlos María de Alvear.
Inicialmente llegaba hasta el arroyo Maldonado, límite entre la ciudad y la provincia de Buenos Aires.
Ya para entonces, la epidemia de fiebre amarilla que afectó a Buenos Aires luego de la guerra del Paraguay, había producido una emigración masiva de las familias más ricas de la ciudad hacia la zona de Retiro, con la construcción de la Avenida, la misma se llenó de palacios y mansiones. Si bien posteriormente, muchas de estas familias habrían de mudarse a zonas aún más al norte, como Palermo o Belgrano, todas estas edificaciones perduraron, y muchas se convirtieron en embajadas, hoteles, selectos clubes o edificios del gobierno.
En 1906 se modificó la línea de edificaciones de la avenida desde Pueyrredón a Pampa para darle un ancho de 70 m.

## Recorrido
La avenida nace desde la numeración 1301 en la intersección con la calle Cerrito en el barrio de Retiro. Allí, sobre la plaza Carlos Pellegrini, se halla el monumento que recuerda a dicho  presidente de la Nación, y se encuentra flanqueada por el Palacio Ortiz Basualdo, hoy Embajada de Francia, el Palacio Pereda Girado, hoy embajada de Brasil, y el Palacio Concepción Unzué de Casares, hoy sede del Jockey Club Argentino.
Recorre en sentido noroeste por dos cuadras de este barrio, para luego cruzar la calle Montevideo y adentrarse en Recoleta.
En esta misma esquina se encuentra el palacio Fernández Anchorena (actual Santa Sede la Nunciatura apostólica) y una sucursal de la compañía de subastas británica, Sothebys, a pocos metros, están también el Palacio Duhau, hoy Park Hyatt Hotel, y la Secretaría de Cultura, esta última en la intersección con la calle Rodríguez Peña.  
Al llegar al cruce con Ayacucho, se encuentra el Alvear Palace Hotel, uno de los hoteles más prestigiosos de la urbe. 
Al llegar a la Plaza Alvear, frente al monumento de dicho intendente, tuerce al norte y termina en la avenida del Libertador.
|  | lAMPEL | RMq | RMKRZ | RMq |

|  | lNAT | RM |

|  | STRq | STRq + RM+l | RMr | lAMPEL |

|  | RMTEEaq | STRq |

|  | CONTgq | RMKRZ | STRq | lAMPEL |

|  | RM | BUILDING |

|  | RMq | RMKRZ | RMCONTfq | lAMPEL |

|  | CONTgq | KRZ | STRq | lAMPEL |

|  | STR | ARCH |

|  | STR | ARCH |

|  | CONTgq | KRZ | STRq | lAMPEL |

| STRq | TEEeq |  |

|  | STRq | KRZ | CONTfq | lAMPEL |

| lNAT | STR |  |

| ARCH | STR |  |

|  | CONTgq | KRZ | STRq | lAMPEL |

| ARCH | STR |  |

|  | CONTf |

## Palacios de la Avenida Alvear

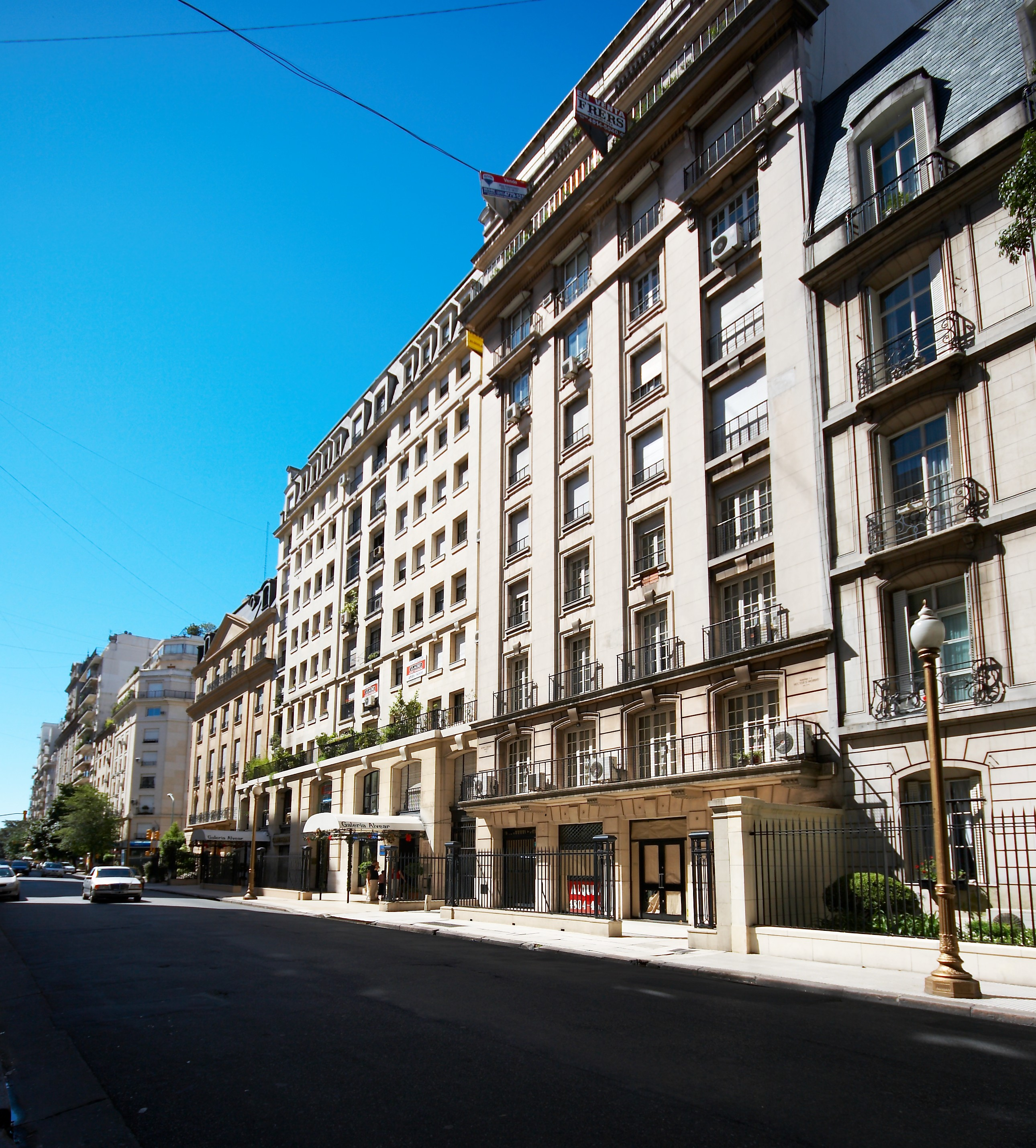
Galería Alvear.

En ella se puede encontrar una rica arquitectura, donde el estilo predominante es el academicismo francés. 
Los edificios convertidos en verdaderos palacios, fueron construidos en su mayoría entre 1880 y 1920, cuando el país vivía una época de prosperidad y las clases altas tenían a París como ciudad favorita.
El Palacio Ortiz Basualdo actual embajada de Francia. El Palacio Fernández Anchorena, actual propiedad del Vaticano, sede de la nunciatura apostólica en Buenos Aires. El Palacio Pereda hoy en día embajada de Brasil, el Palacio Duhau, el Palacio Casey y el tradicional Hotel Alvear son algunos de los ejemplos más emblemáticos.
También se encuentra una gran cantidad de galerías de arte y ropa de alta costura, donde reconocidos diseñadores mundiales tienen sus locales, entre ellos, Escada, Louis Vuitton, Ermenegildo Zegna, Cartier, Montblanc, Salvatore Ferragamo, Ralph Lauren y Hermes. Paralela a la Avenida se encuentra la Calle Posadas, que tiene un local de Fendi y es la calle del Centro Comercial Patio Bullrich que tiene marcas como Kenzo, Diesel, Christian Lacroix, Rochas, Hugo Boss, Lacoste, Max Mara, Omega, Calvin Klein, Swarovski, Tifanny & Co, Carolina Herrera, Cacharel, Rolex y Zara. Por la Avenida Alvear han pasado grandes locales de moda como Emporio Armani, Nina Ricci, Versace y Valentino. También se encuentran joyerías como Zanotti y Santarelli que venden marcas como TAG Heuer y Bvlgari y locales que venden grandes marcas, por ejemplo Vintage BA, que vende Óscar de la Renta, Manolo Blahnik, Chanel, Gucci, Dior, Dolce & Gabbana, Jimmy Choo, Prada, Yves Saint Laurent, Emilio Pucci, Miu Miu y Lanvin entre muchísimas otras. A once cuadras, aproximadamente, de la intersección entre Avenida Alvear y calle Arroyo se encuentra el centro comercial Galerías Pacífico y Calle Florida, una calle peatonal, con marcas internacionales como Tommy Hilfiger, Burberry, Dior, Pal Zileri y joyerías como Testorelli.
En estos últimos años, debido a las políticas económicas que está tomando la Nación argentina, las grandes marcas de Lujo han dejado desnuda a la Avenida Alvear: Louis Vuitton, Armani, Cartier, Ralph Lauren, Yves Saint Laurent, Valentino, Nina Ricci, Escada, Fendi y finalmente Ermenegildo Zegna han decidido irse del país. En todo el trazado de la avenida, solo han quedado dos locales, Hermès y Montblanc.

## Galería de imágenes

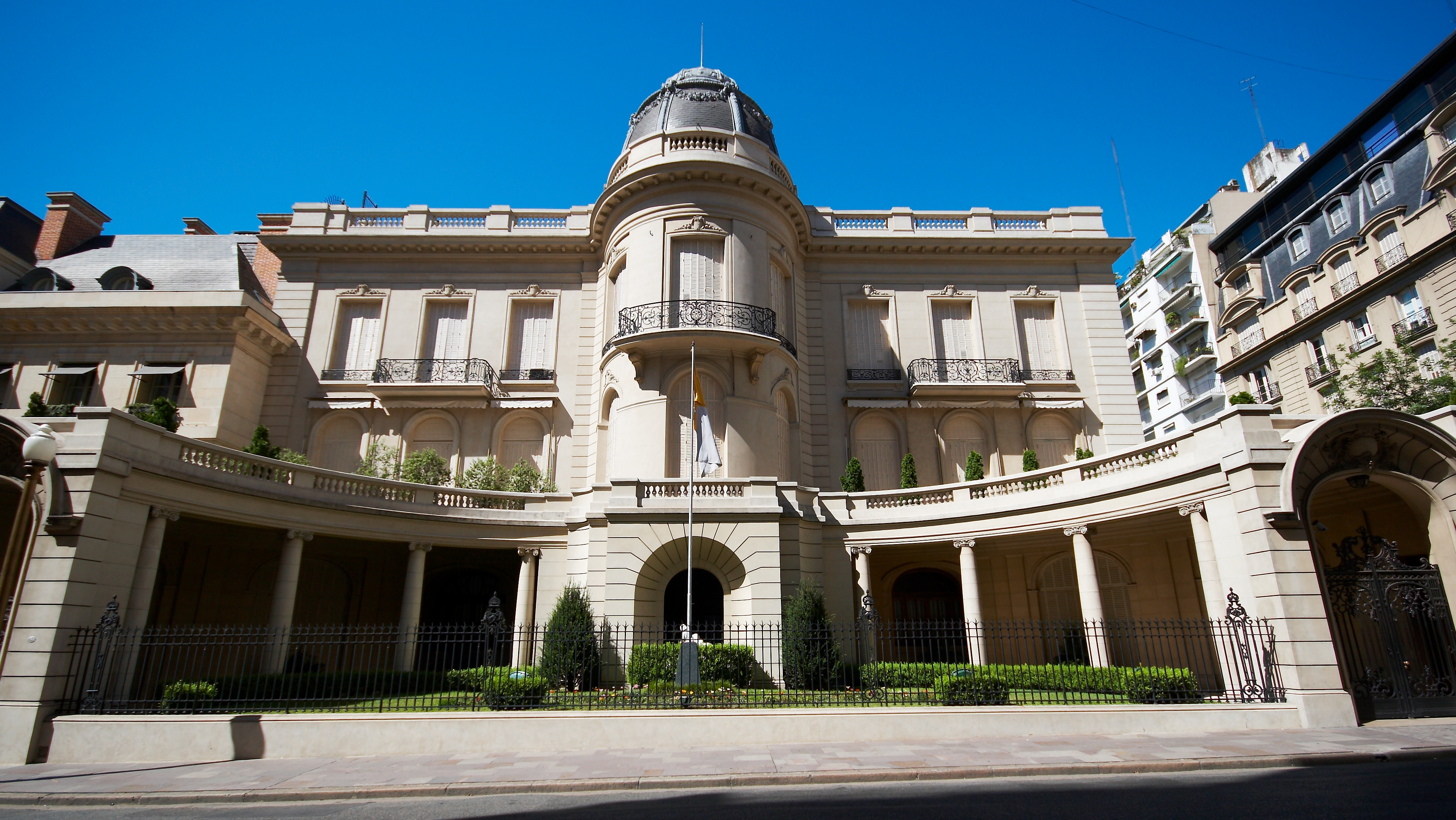
Nunciatura del Vaticano.
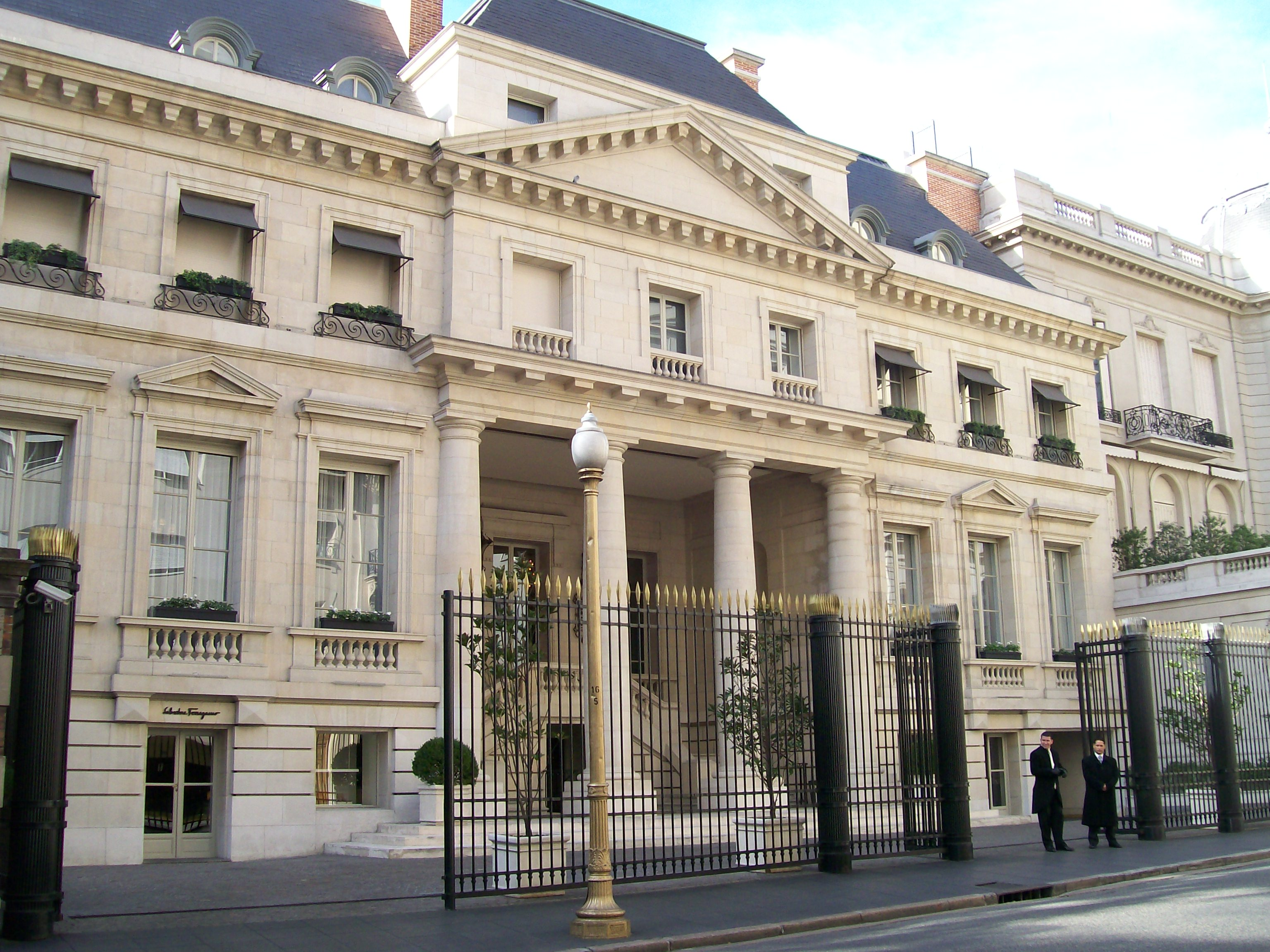
Palacio Duhau.
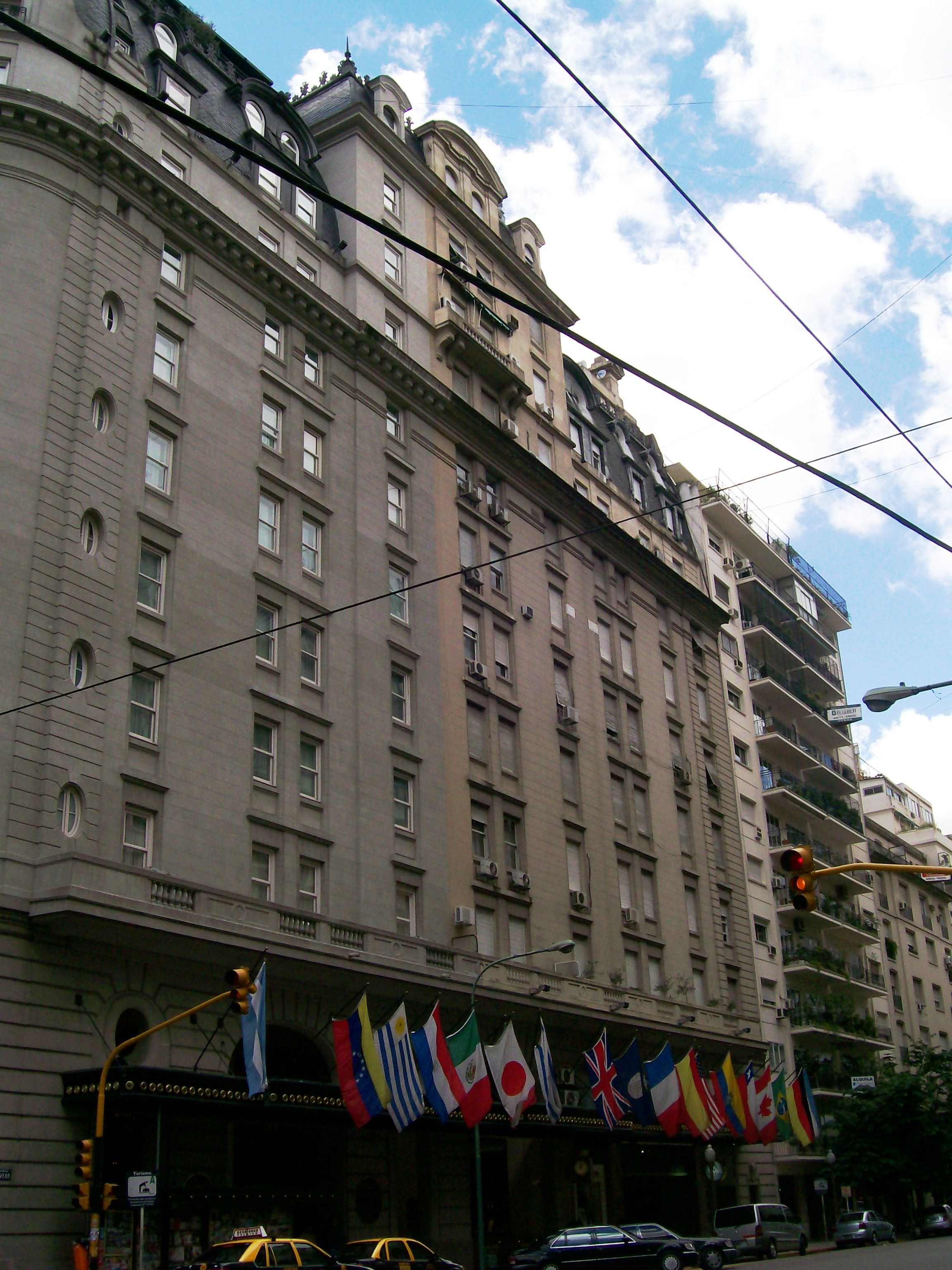
Hotel Alvear.
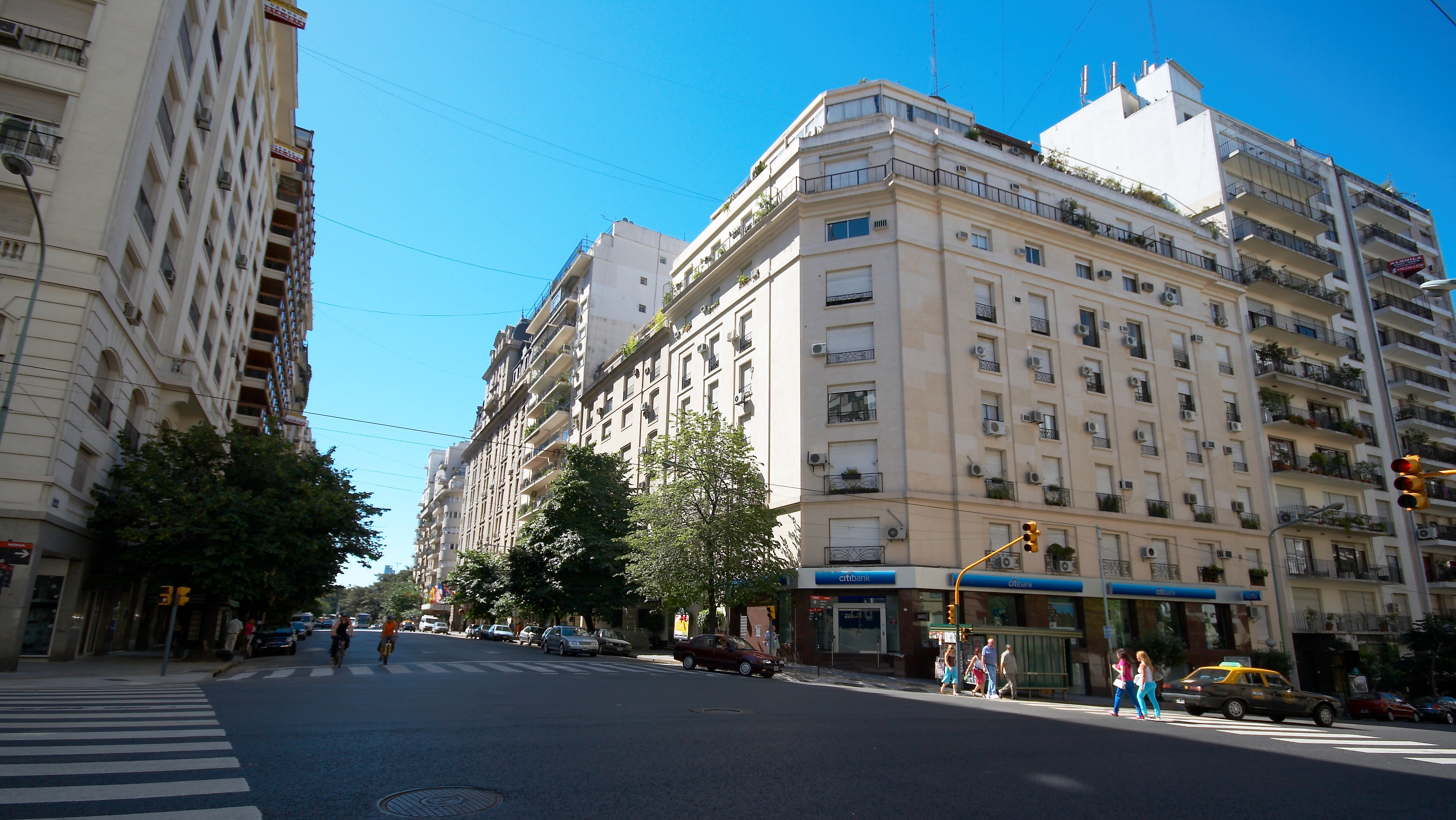
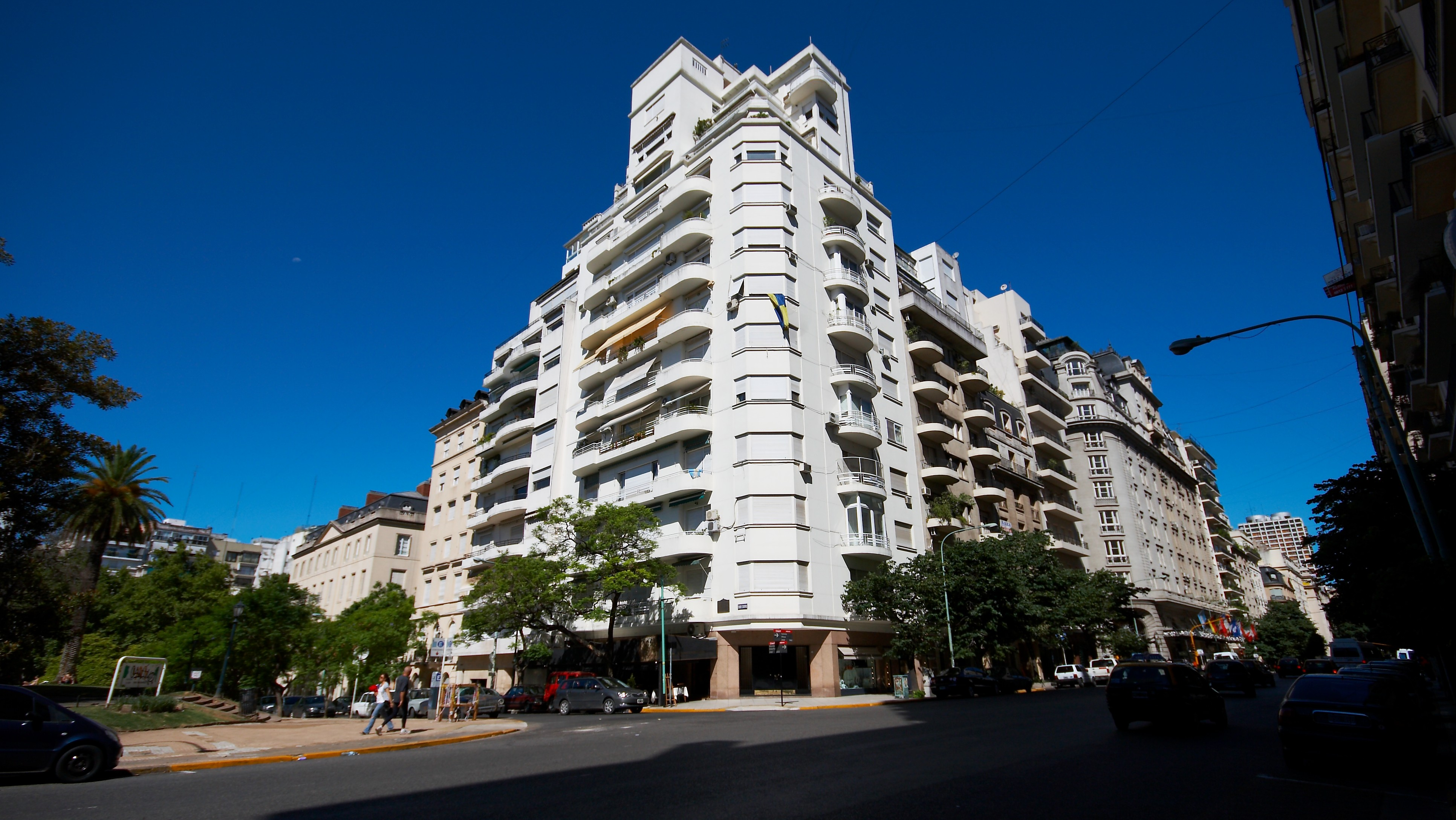
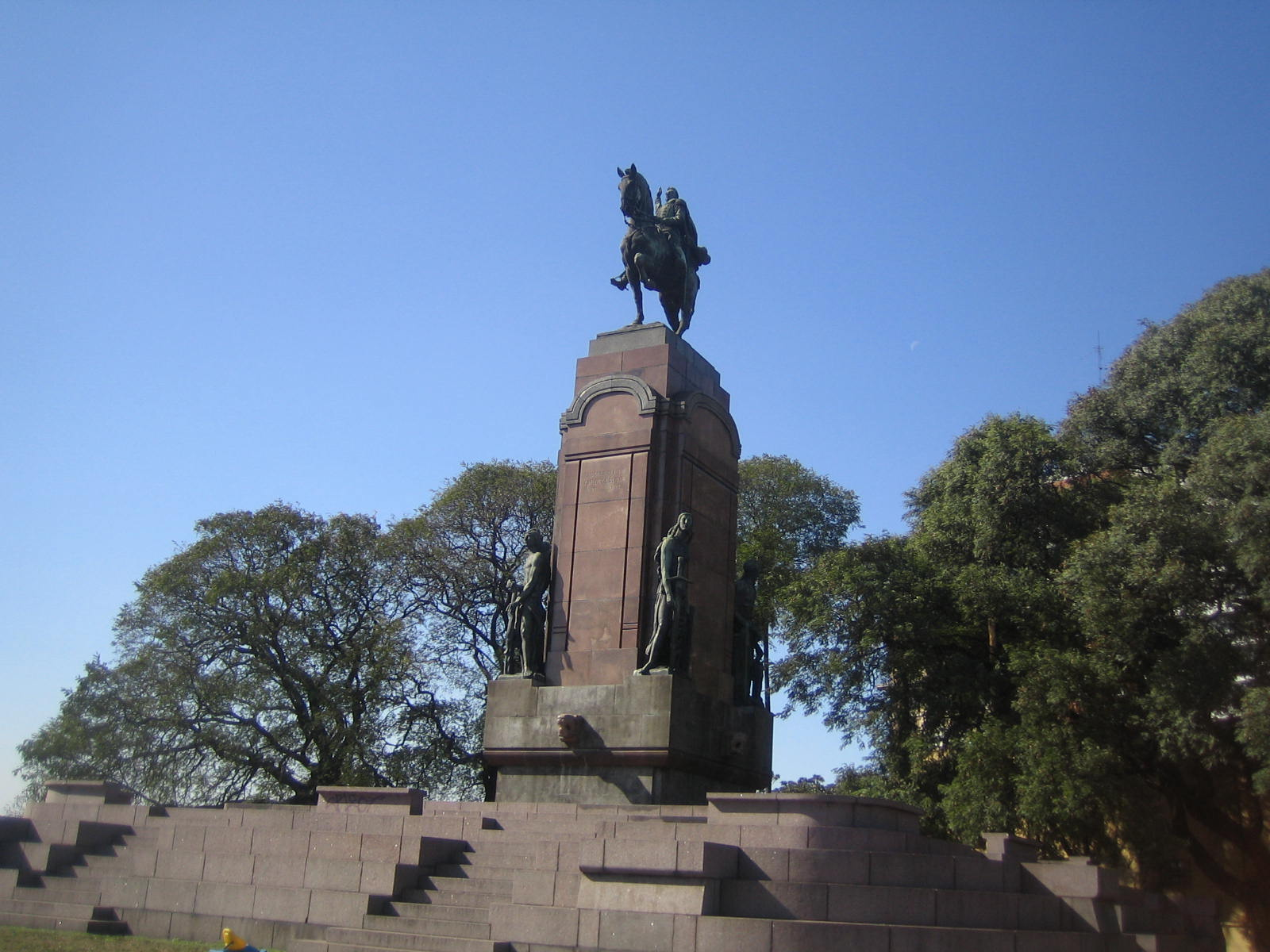
Monumento ecuestre al General Carlos María de Alvear.